# Ilanz/Glion
Ilanz/Glion est une commune suisse du canton des Grisons, située dans la région de Surselva.

## Histoire
La commune a été fondée le 1er janvier 2014 à la suite de la fusion des anciennes communes de Castrisch, Ilanz, Ladir, Luven, Pitasch, Riein, Ruschein, Schnaus, Sevgein, Duvin, Pigniu, Rueun et Siat.